# Kellion Knibb
Kellion Knibb (* 25. Dezember 1993 im Saint Catherine Parish) ist eine ehemalige jamaikanische Leichtathletin, die sich auf den Diskuswurf spezialisiert hat.

## Sportliche Laufbahn
Erste internationale Erfahrungen sammelte Kellion Knibb bei den CARIFTA Games 2009 in Vieux Fort, bei denen sie im Kugelstoßen mit 10,47 m den vierten Platz in der U17-Altersklasse belegte und im Diskuswurf und im Speerwurf mit 39,19 m bzw. 35,76 m jeweils die Silbermedaille gewann. 2011 gewann sie bei den CARIFTA Games in Montego Bay mit 13,79 m die Silbermedaille im Kugelstoßen in der U20-Altersklasse und sicherte sich auch im Diskusbewerb und im Speerwurf mit 42,49 m und 45,38 m jeweils die Silbermedaille. Im Jahr darauf belegte sie bei den CARIFTA Games in Hamilton mit 12,75 m den vierten Platz im Kugelstoßen und auch im Speerwurf gelangte sie mit 31,41 m auf Rang vier. Zudem begann sie im selben Jahr ein Studium an der Florida State University in den Vereinigten Staaten. 2014 belegte sie bei den Commonwealth Games in Glasgow mit 57,39 m den sechsten Platz im Diskuswurf und 2016 nahm sie an den Olympischen Sommerspielen in Rio de Janeiro teil und schied dort ohne einen gültigen Versuch in der Qualifikationsrunde aus. 2017 verpasste sie bei den Weltmeisterschaften in London mit 56,73 m den 
Finaleinzug und im Jahr darauf beendete sie ihre aktive sportliche Karriere im Alter von 24 Jahren.
In den Jahren 2014 und 2017 wurde Knibb jamaikanische Meisterin im Diskuswurf.

## Persönliche Bestleistungen
- Kugelstoßen: 16,01 m, 25. Januar 2014 in Albuquerque
- Diskuswurf: 62,73 m, 23. Juni 2017 in Kingston
- Speerwurf: 45,38 m, 25. April 2011 in Montego Bay